# Rosamunde Pilcher: Entscheidung des Herzens
Entscheidung des Herzens ist ein deutscher Fernsehfilm, entstanden unter der Regie von Thomas Herrmann im Jahr 2009. Er basiert auf dem gleichnamigen Roman von Rosamunde Pilcher und ist die 87. Folge der Rosamunde-Pilcher-Filmreihe des ZDF mit Werken der erfolgreichen britischen Schriftstellerin. Gaby Dohm, Michael Degen, Maxi Warwel und Bernhard Piesk spielen die Hauptrollen.

## Handlung
Antonia Winston, eine junge Modedesignerin in London, ruft ihre Mom Helen auf dem Familienbesitz in Cornwall an. Sie bemerkt, dass die Mutter bedrückt ist. Auf ihre Nachfrage meint diese aber, es sei nichts, Antonia solle sich keine Gedanken machen. Kaum hat Antonia aufgelegt, erscheint ihr Freund Peter, ein junger Rechtsanwalt, mit einem Pulk von Freunden im Anhang und will seinen ersten gewonnenen Strafprozess feiern. Zwischen Antonia und Peter gibt es schon seit längerer Zeit Spannungen, die nun darin eskalieren, dass Antonia alle Gäste aus ihrem Appartement wirft und Peter, der sie betrogen hat, den Ring zurückgibt. Dann setzt sie sich ins Auto und fährt nach Hause. Gerade als sie ankommt, wird ihr Vater im Krankenwagen abtransportiert. Er hatte einen Herzinfarkt, verursacht durch die Aufregungen der letzten Tage. Tatsächlich ist die Lage auf dem Familienschloss prekär und ein Bankrott scheint unausweichlich, wenn die anstehenden Verbindlichkeiten nicht bis zum Monatsende ausgelöst werden können.
Tom Dixon, ein Jugendfreund Antonias und Patenkind ihres Vaters, versucht ihr beizustehen. Tom ist Schriftsteller und hat einen sehr erfolgreichen Roman geschrieben. Der Tod seiner Mutter hat ihn aber völlig aus dem Konzept gebracht, seitdem hat er, wie er selbst bemerkt „keinen vernünftigen Satz mehr geschrieben.“
Nachdem Antonia ein ausführliches Gespräch mit ihrer Mutter hatte, geht sie anderentags zur Bank, um sich einen Überblick über die Lage zu verschaffen. Sie erfährt dort, dass Harold Huston der Tuchfabrik des Vaters sämtliche Verträge aufgekündigt hat und man nun auf den Stoffen sitzenbleibt. Als Antonia nach Hause kommt, ist David, ein Kollege Peters, angekommen, um ihr ein paar Sachen vorbeizubringen. Antonia benimmt sich ihm gegenüber ziemlich feindlich. David erklärt ihr, dass er kein Freund Peters sei, sondern nur zufällig in derselben Kanzlei wie er gearbeitet habe. Antonias Mutter Helen mag den jungen Mann von Anfang an. Antonia hat den Entschluss gefasst, sich mit Harold Huston zu treffen, und David begleitet sie dorthin. Von Huston, der mit seiner kleinen Tochter Cindy erschienen ist, um die David sich während des Gesprächs kümmert, erfährt sie, dass die Stoffe, die von den Winstons geliefert würden, einfach nicht mehr zeitgemäß seien, da der Trend für Bettwäsche- und Gardinenstoffe in eine ganz andere Richtung gehe. Antonia schlägt vor, auf Stoffe für Kleider umzustellen, da die vorhandenen Muster genau denen entsprächen, die gerade „in“ seien. Huston will ihr die Chance geben, eine Kollektion zu erstellen, um dann zu entscheiden. Da das alles sehr schnell gehen muss, arbeitet Antonia auch nachts an ihrer Kollektion, und David, der sehr gute Einfälle hat, unterstützt sie, wo er nur kann. Als sie die Kollektion fertiggestellt haben, kommt es zum ersten Kuss zwischen beiden.
Antonias Vater, ein sehr energischer Mann, hat sich inzwischen selbst aus dem Krankenhaus entlassen. Er ist besorgt, was aus seinem Betrieb wird. Antonia bittet ihn, ihr und ihren Ideen zu vertrauen. Dem Mann von der Bank kann die junge Frau mitteilen, dass sie gute Nachrichten hätte, weil Huston der Tuchfabrik einen großen Auftrag erteilt habe.
Niemand ahnt, dass Tom, der bei den Winstons ein und aus geht und ihr Vertrauen genießt, ein falsches Spiel spielt. Da George seiner Tochter nicht zutraut, den Familienbesitz retten zu können, bittet er Tom um Hilfe, der ihm den Vorschlag macht, ihm erst einmal die Firma zu überschreiben, da er zurzeit nicht flüssig sei und nur auf diese Art aushelfen könne. David wiederum macht den Vorschlag, einen Teil des Schlosses einer Stiftung zu übereignen, wofür man im Gegenzug einige Zimmer des Schlosses als Landhotel zur Verfügung stellen müsste. George hält davon überhaupt nichts, wird aber von seiner Frau Helen umgestimmt, auf deren Urteil er sich immer verlassen konnte. Aus der Not heraus geboren, hat Antonia für Cindy, Hustons Tochter, die bei einem Ausflug in einen Brunnen gefallen war, ein Kleid aus dem Stegreif gezaubert und bekommt daraufhin von Huston den Auftrag für eine Kinderkollektion. Kaum hat sie diese fertiggestellt, bricht in dem angemieteten Atelier ein Brand aus.
Tom, der seine Ziele in Gefahr sieht, versucht George gegen David zu beeinflussen, woraufhin George ihn bittet, Erkundigungen über den jungen Anwalt und seine Stiftung einzuziehen. Tom redet George Winston tatsächlich ein, dass David in betrügerischer Absicht handele und dass er herausgefunden habe, dass David die Anwaltskanzlei hätte verlassen müssen, da er Geld eines Mandanten unterschlagen habe. Als George seiner Tochter davon erzählt, lässt sie sich dazu hinreißen, David zu beschuldigen, dass er sie und ihre Familie nur benutzt habe. David erwidert nur, „wenn du das glaubst, dann ist jedes weitere Wort überflüssig“ und geht.
Von dem Bankbeamten erfährt Antonia, dass es Tom Dixon war, der ein lukratives Angebot für das Schloss ihres Vaters unterbreitet habe. Als Antonia dann Peter anruft, der sie über die wahren Gründe aufklärt, warum David gegangen ist, muss sie erkennen, wie Unrecht sie ihm getan hat. Glücklicherweise informiert Peter David, dass jemand gegen ihn intrigiere und wohl in erster Linie Antonia schaden wolle. Tom hat George unterdessen ins Schlafzimmer seiner Mutter gelockt und konfrontiert ihn nun damit, dass er, Tom, sein Sohn sei, und George die Schuld daran trage, dass seine Mutter zeitlebens so unglücklich gewesen sei. George kann den verwirrten jungen Mann, der sich in etwas hineingesteigert hat, nicht davon überzeugen, dass nichts davon wahr ist. Tom schlägt ihn sogar und verweigert ihm, als er vor Aufregung zusammenbricht, auch noch seine Tabletten. Als Antonia dazu kommt, geht er auch gegen sie gewalttätig vor. Zum Glück hat David sich gleich nach Peters Anruf auf den Weg gemacht und kann helfend eingreifen. Er verpasst Tom einen Schlag und klärt die Situation. Tom wird von der herbeigerufenen Polizei abgeführt, wobei auch zur Sprache kommt, dass man vermute, dass er für den Brand  in Antonias Atelier verantwortlich ist.
David hingegen kann Antonia mit den Worten: „Ich hab von Anfang an gewusst, dass wir zusammengehören“ endlich im zweiten Anlauf seinen Ring überreichen.

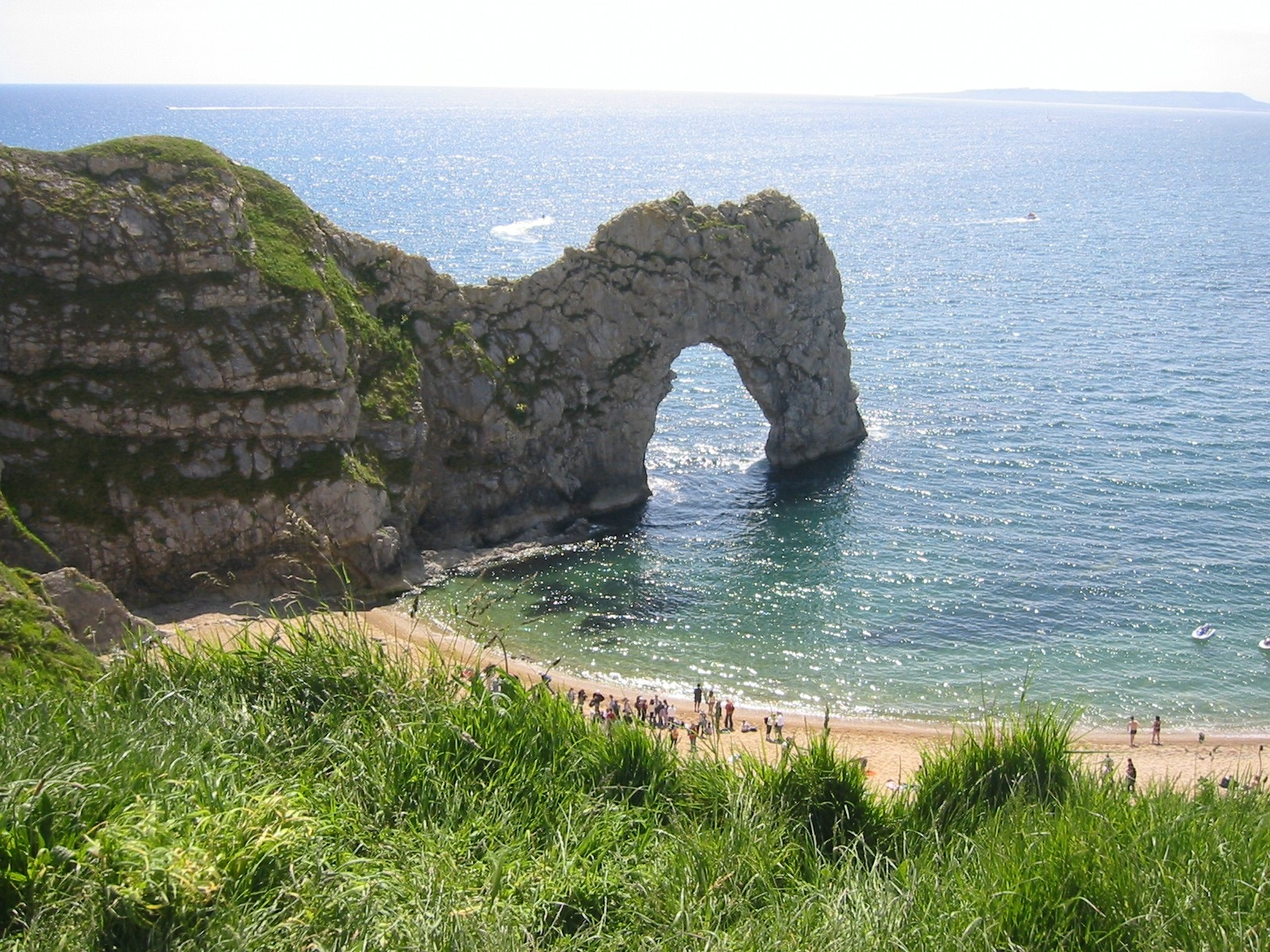
Durdle Door, im Film mehrfach zu sehen

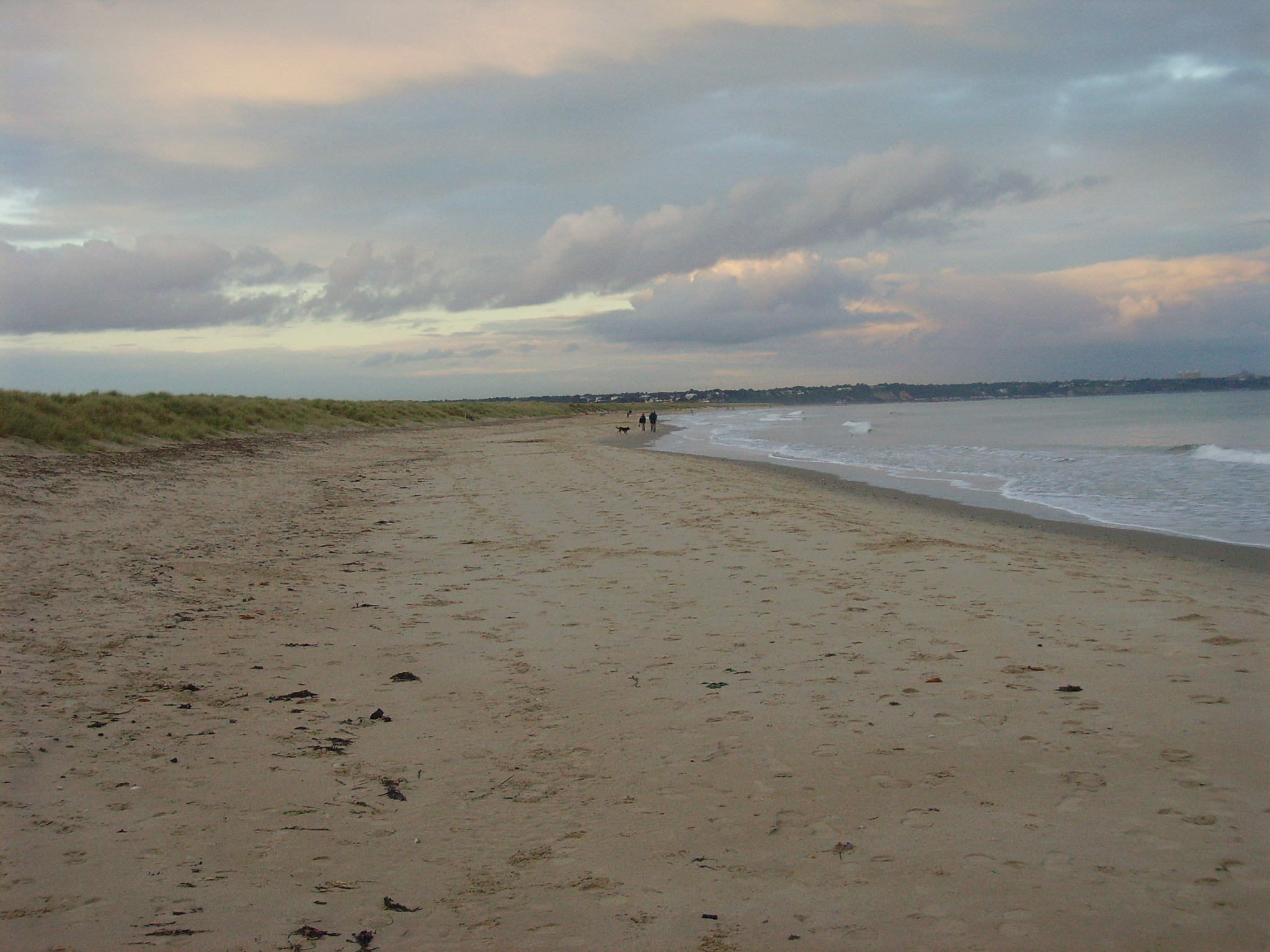
Studland, Middle Beach, Drehort des Spaziergangs von Tom und Antonia

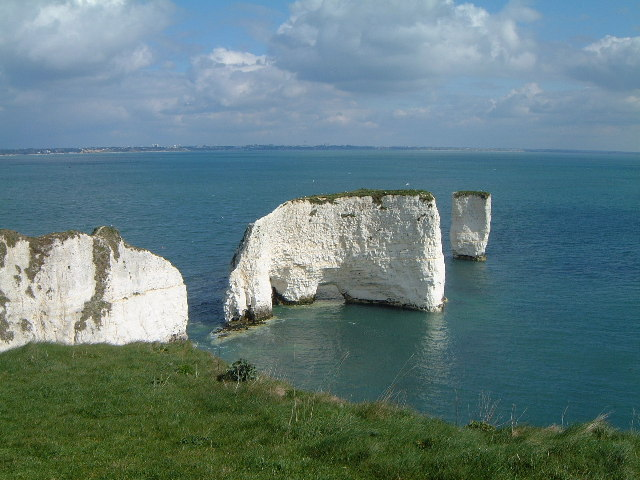
Old Harry Rocks, beim Spaziergang im Hintergrund zu sehen

## Produktion

### Dreharbeiten
Es handelt sich um eine UFA Fernsehproduktion, die vom ZDF und ORF in Auftrag gegeben wurde. Gedreht wurde vom 20. Mai bis zum 18. Juni 2008 in der Küstenstadt Poole in der Grafschaft Dorset. Zu Beginn des Films schwenkt die Kamera unter anderem über die Felsbrücke Durdle Door und das Somerley Estate, Ringwood, Hampshire, das in der Verfilmung als Anwesen der Tuchmacherfamilie Winston zu sehen ist. Als Manufaktur dient die Brauerei Hall & Woodhouse, The Brewery, Blandford St. Mary, Dorset. Toms Haus ist das Harry Warren House, Watery Lane, Studland in der Grafschaft Dorset. Es findet in diversen anderen Pilcherverfilmungen ebenfalls Verwendung. Die Fahrten mit dem Auto wurden in Kimmeridge und Umgebung, nahe der Kimmeridge Bay, sowie in Corfe Castle, gefilmt. Toms und Antonias Spaziergang fand an der Studland Beach mit den Old Harry Rocks im Hintergrund statt. Die Bootsfahrt ging entlang der Küste der Grafschaft Dorset mit den Kreidesäulen Old Harry Rocks im Hintergrund. Als Western Somerset Bank dient die Town Hall in Blanford Forum, als Autowerkstatt die Langton Garage in der Langton Road in Blandford Forum. Der Arbeitstitel des Films lautete: Rosamunde Pilcher – Ein Schneespaziergang.

### Veröffentlichung
Die Erstausstrahlung des Films im ZDF erfolgte am 13. April 2009, bereits einen Tag zuvor war Entscheidung des Herzens in Österreich vom Sender ORF 2 ausgestrahlt worden. In Frankreich wurde der Film am 31. März 2010 veröffentlicht, in Spanien am 12. Oktober 2014.
Entscheidung des Herzens erschien zusammen mit einer weiteren Rosamunde-Pilcher-Verfilmung am 23. Juli 2010 auf DVD.

## Rezeption

### Einschaltquote
Jochen Müller schrieb bei Blickpunkt: Film: „Das schöne Osterwetter hat sich auch bei den TV-Quoten bemerkbar gemacht: Mit 6,32 Mio. Zuschauern lockte die Rosamunde-Pilcher-Verfilmung ‚Entscheidung des Herzens‘ gestern Abend die meisten Zuschauer des langen Osterwochenendes vor die Bildschirme.“

### Kritik
TV Spielfilm zog das Fazit: „Betulicher Reigen biederer Problemchen.“
Für das Portal Filmdienst handelte es sich um ein „gefühliges (Fernseh-)Melodram nach stereotypem Pilcher-Schema“.
Kino.de stellte fest: „Romantisches nach Rosamunde um eine junge Modedesignerin, die die Tuchmacherei der Eltern retten möchte und dabei natürlich die Liebe findet.“